# Município de Clinton (condado de Seneca, Ohio)
Localização do Ohio nos E.U.A.
O município de Clinton (em inglês: Clinton Township) é um município localizado no condado de Seneca no estado estadounidense de Ohio. No ano 2018 tinha uma população de 4.047 habitantes.

## Geografia
O município de Clinton encontra-se localizado nas coordenadas 41° 07′ 35″ N, 83° 07′ 34″ O. Segundo a Departamento do Censo dos Estados Unidos, o município tem uma superfície total de 80.55 km², da qual 80,26 km² correspondem a terra firme e (0,36 %) 0,29 km² é água.

## Demografia
Segundo o censo de 2018, tinha 4.047 pessoas residindo no município de Clinton.